# 大国 (大阪市)
大国（だいこく）は、大阪府大阪市浪速区の町名。現行行政地名は大国一丁目から大国三丁目。

## 地理
大阪市浪速区の南東部に位置。北は敷津西、東は国道26号を挟んで戎本町、西は浪速東、南は西成区中開にそれぞれ接する。

## 歴史
元は西成郡木津村の一部。
町名としては、大阪市編入から3年後の1900年（明治33年）に木津大国町として誕生し、1925年（大正14年）に「木津」の冠称を廃した。
現行行政地名は1980年（昭和55年）実施で、旧：大国町の南部、鴎町の南部、勘助町の南部、栄町の東部におおむね該当する。

### 地名の由来
敷津西にある敷津松之宮の摂社・大国主神社が由来となっている。

## 世帯数と人口
2019年（平成31年）3月31日現在の世帯数と人口は以下の通りである。
| 丁目       | 世帯数    | 人口    |
| ---------- | --------- | ------- |
| 大国一丁目 | 1,417世帯 | 1,811人 |
| 大国二丁目 | 1,667世帯 | 2,152人 |
| 大国三丁目 | 1,504世帯 | 1,959人 |
| 計         | 4,588世帯 | 5,922人 |

### 人口の変遷
国勢調査による人口の推移。
| 1995年（平成7年）  | 4,066人 | [ 5 ] |  |
| 2000年（平成12年） | 3,527人 | [ 6 ] |  |
| 2005年（平成17年） | 4,204人 | [ 7 ] |  |
| 2010年（平成22年） | 4,944人 | [ 8 ] |  |
| 2015年（平成27年） | 6,041人 | [ 9 ] |  |

### 世帯数の変遷
国勢調査による世帯数の推移。
| 1995年（平成7年）  | 2,598世帯 | [ 5 ] |  |
| 2000年（平成12年） | 2,409世帯 | [ 6 ] |  |
| 2005年（平成17年） | 2,949世帯 | [ 7 ] |  |
| 2010年（平成22年） | 3,497世帯 | [ 8 ] |  |
| 2015年（平成27年） | 4,371世帯 | [ 9 ] |  |

## 事業所
2016年（平成28年）現在の経済センサス調査による事業所数と従業員数は以下の通りである。
| 丁目       | 事業所数  | 従業員数 |
| ---------- | --------- | -------- |
| 大国一丁目 | 71事業所  | 912人    |
| 大国二丁目 | 76事業所  | 642人    |
| 大国三丁目 | 75事業所  | 400人    |
| 計         | 222事業所 | 1,954人  |

## 施設

### 教育機関
- 大阪市立大国小学校

### 医療機関
- なにわ生野病院

### 公園
- 大国町北公園
- 大国町南公園

### 社寺
- 願泉寺
- 教宗寺

### 企業
- 日本インシュレーション

## 交通

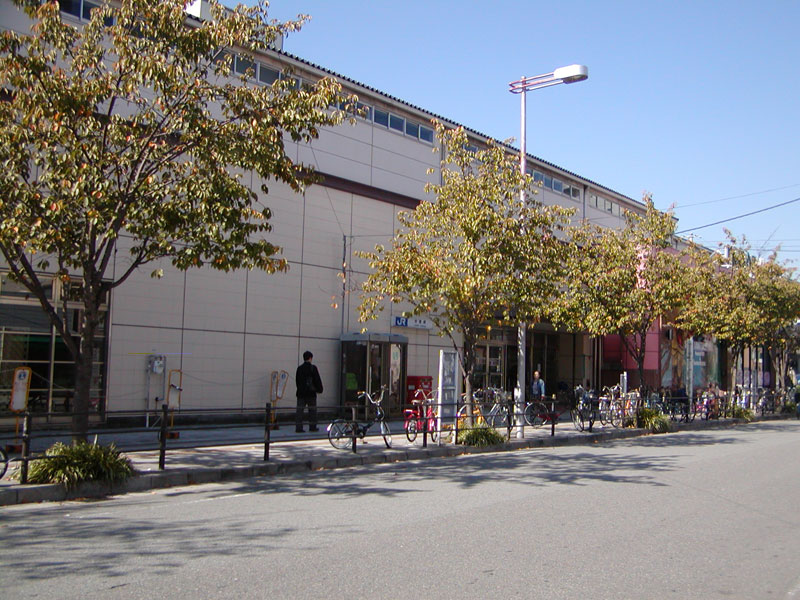
今宮駅

### 鉄道
- 大阪市高速電気軌道 (Osaka Metro) 大国町駅
  - 御堂筋線・四つ橋線
- 西日本旅客鉄道（JR西日本）今宮駅
  - 大阪環状線・関西本線（大和路線）

### 道路
国道
- 国道25号
- 国道26号

## その他

### 日本郵便
- 〒556-0014[3]（集配局：浪速郵便局[11]）